# Goszczk
Goszczk [pronunciación en polaco: /ɡɔʂt͡ʂk/] es un pueblo ubicado en el distrito administrativo de Gmina Siemiątkowo, dentro del condado de Żuromin, Voivodato de Mazovia, en el centro-este de Polonia. Se encuentra a unos 7 kilómetros al este de Siemiątkowo, a 26 kilómetros al sureste de Żuromin, y a 95 kilómetros al noroeste de Varsovia.